# 에레스 뚜

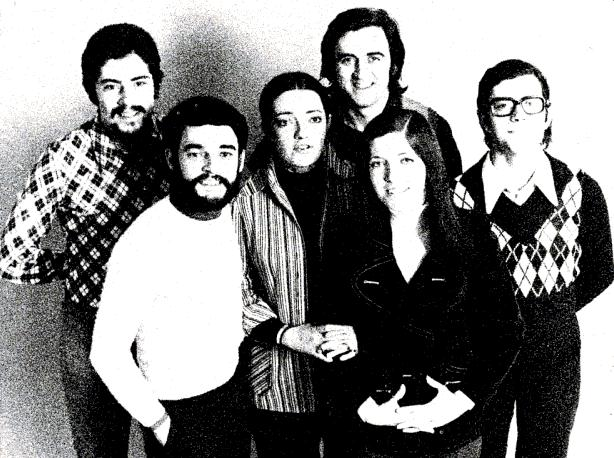

에레스 뚜(스페인어: Eres tú)는 1973년에 스페인의 악단인 모세다데스(Mocedades)가 부른 노래이다. 후안 카를로스 칼데론(Juan Carlos Calderón)이 작사하고 작곡한 곡으로 가사는 스페인어로 되어 있다.
이 노래는 1973년 유로비전 콘테스트에 채택이 되었으며, 이 후에 싱글로 발매되었다. 1974년에 이 노래는 빌보드 차트에 9위로 올라감으로서 미국에서 10위권안에 진입한 몇 안되는 스페인어 노래로 각광받게 되었다.
또한 이 노래는 Touch the Wind라는 제목으로 제이 리빙스톤(Jay Livingston)과 레이 에반스(Ray Evans)에 의해 영어 가사로 개사되기도 하였으며, 대한민국에서는 1978년에 대학연합혼성그룹이었던 쌍투스가 그대 있는 곳까지라는 제목으로 한국어로 번안하여 제 2회 MBC 대학가요제에 출전해 입상하기도 하는 등, 여러 언어로 번안되기도 하였다.

## 다른 언어판

### 모세다데스 노래
- Eres tu (스페인어)
- Touch the Wind (영어)
- Das Bist Du (독일어)
- C'est pour toi (프랑스어)
- Viva noi (이탈리아어)
- Zu zara (바스크어)

### 다른 가수들 노래
- Dicht Bij Jou (네덜란드어)
- Rør Ved Mig (덴마크어)
- Touch The Wind (영어)
- I Mitt Liv (노르웨이어)
- Rör vid mig (스웨덴어)
- Eres tu (체코어)
- Runoni Kaunein Olla Voit (핀란드어)
- Sinä Vain (핀란드어)
- Co Gai Rung Mo (베트남어)
- I mitt liv (네덜란드어)
- That's You (영어)
- Will My Love Be You (영어)
- C'est pour toi (프랑스어)
- Jy's vir my (아프가니스탄어)
- É você (포르투갈어-브라질)
- Du Bist Wie Die Sonne (독일어)
- Waar naartoe (네덜란드어)
- 그대 있는 곳까지 (한국어)